# Reformierte Kirche Tegerfelden

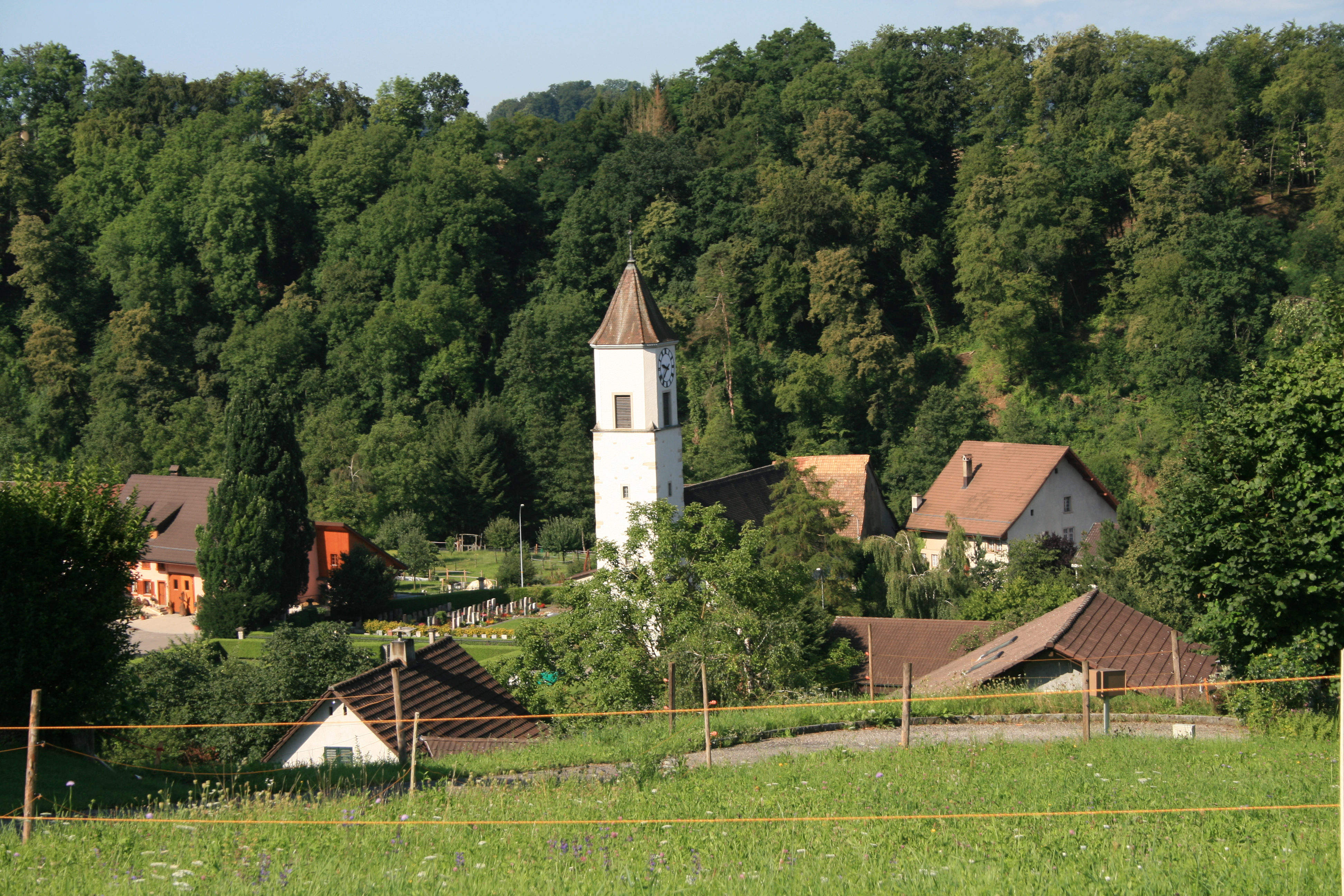
Ref. Kirche Tegerfelden

Die reformierte Kirche Tegerfelden ist das reformierte Kirchengebäude in der aargauischen Gemeinde Tegerfelden.

## Geschichte
Bereits im Mittelalter stand in Tegerfelden eine Kapelle.  Diese wurde, als 1529 ein Teil der Dorfbevölkerung sich der Reformation anschloss, paritätisch genutzt. Nach der Aufhebung der Parität im Jahr 1662 errichteten die Katholiken in Unterendingen eine eigene Kirche, während die Reformierten von 1662 bis 1664 am Standort der Kapelle die heutige Kirche erbauten. Diese wurde 1795 erweitert und bei Renovationen dem jeweiligen Zeitgeist angepasst, letztmals 1957. Die letzte Innenrenovation fand 2011 statt.

## Gebäude

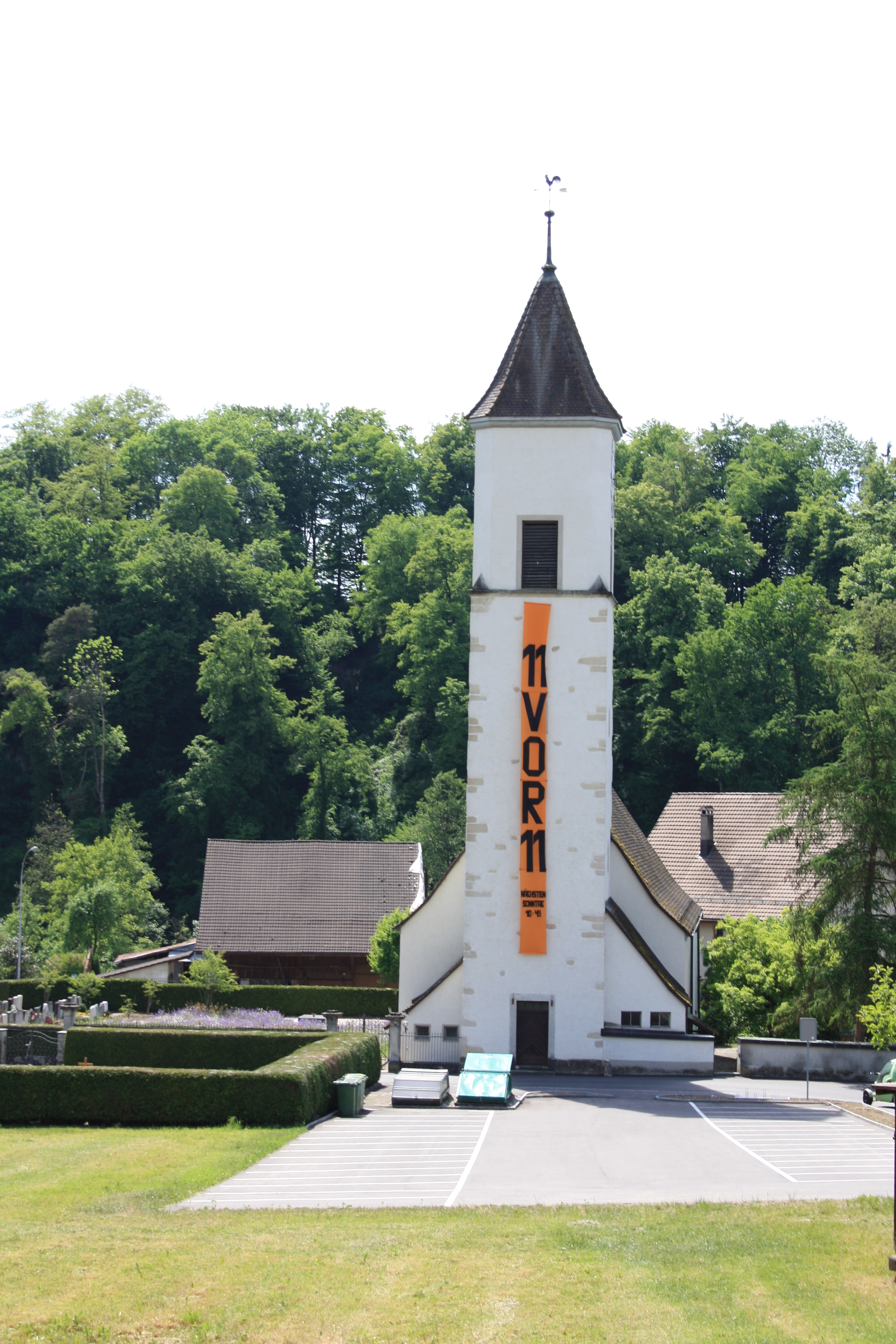
Der Kirchturm an der Ostseite der Kirche

Die Kirche hat einen rechteckigen Grundriss mit einem Vorraum an der West- und einem Kirchturm an der Ostseite. Letzterer ist im Vergleich zur Gebäudegrösse sehr markant. Der Turm hat nur an der Nord- und Südseite ein Ziffernblatt, nicht aber auf der Ost- und Westseite. Die klassizistische Ausstattung des Innenraums wurde bei der Renovation 1957 entfernt und durch eine Konstruktion aus Naturholz ersetzt.

## Ausstattung
In der Kirche befinden sich zehn Kabinettscheiben aus dem 17. Jahrhundert, von denen die fünf ältesten unter kantonalem Schutz stehen. Drei Scheiben zeigen die reformierten Stände (Zürich, Bern und Glarus) aus der Zeit, als Tegerfelden zur Grafschaft Baden gehörte. Die anderen beiden sind von Brugg und Regensberg. Die Orgel wurde 1959 von der Firma Metzler Orgelbau errichtet und 1967 stellte man im Chor Plastiken der vier Evangelisten des Lenzburger Künstlers Peter Hächler auf.